# STS-70
STS-70 var en flygning i det amerikanska rymdfärjeprogrammet med rymdfärjan Discovery.  Den sköts upp från Pad 39B vid Kennedy Space Center i Florida den 13 juli 1995. Efter nästan nio dagar i omloppsbana runt jorden återinträdde rymdfärjan i jordens atmosfär och landade vid Kennedy Space Center.

## Besättning
- Terence T. Henricks
- Kevin R. Kregel
- Nancy Jane Currie
- Donald A. Thomas
- Mary Ellen Weber